# Otto Mencke
Otto Mencke, född 22 mars 1644 i Oldenburg, död 18 januari 1707 i Leipzig, var en tysk lärd. Han var far till Johann Burckhardt Mencke och kusin till Lüder Mencke.
Mencke var från 1669 professor i moral och politik vid Leipzigs universitet. Han är namnkunnig som grundläggare (1682) av Tysklands första lärda tidskrift, Acta Eruditorum, vilken med några avbrott ägde bestånd ett århundrade.